# Polvillo (bebida)

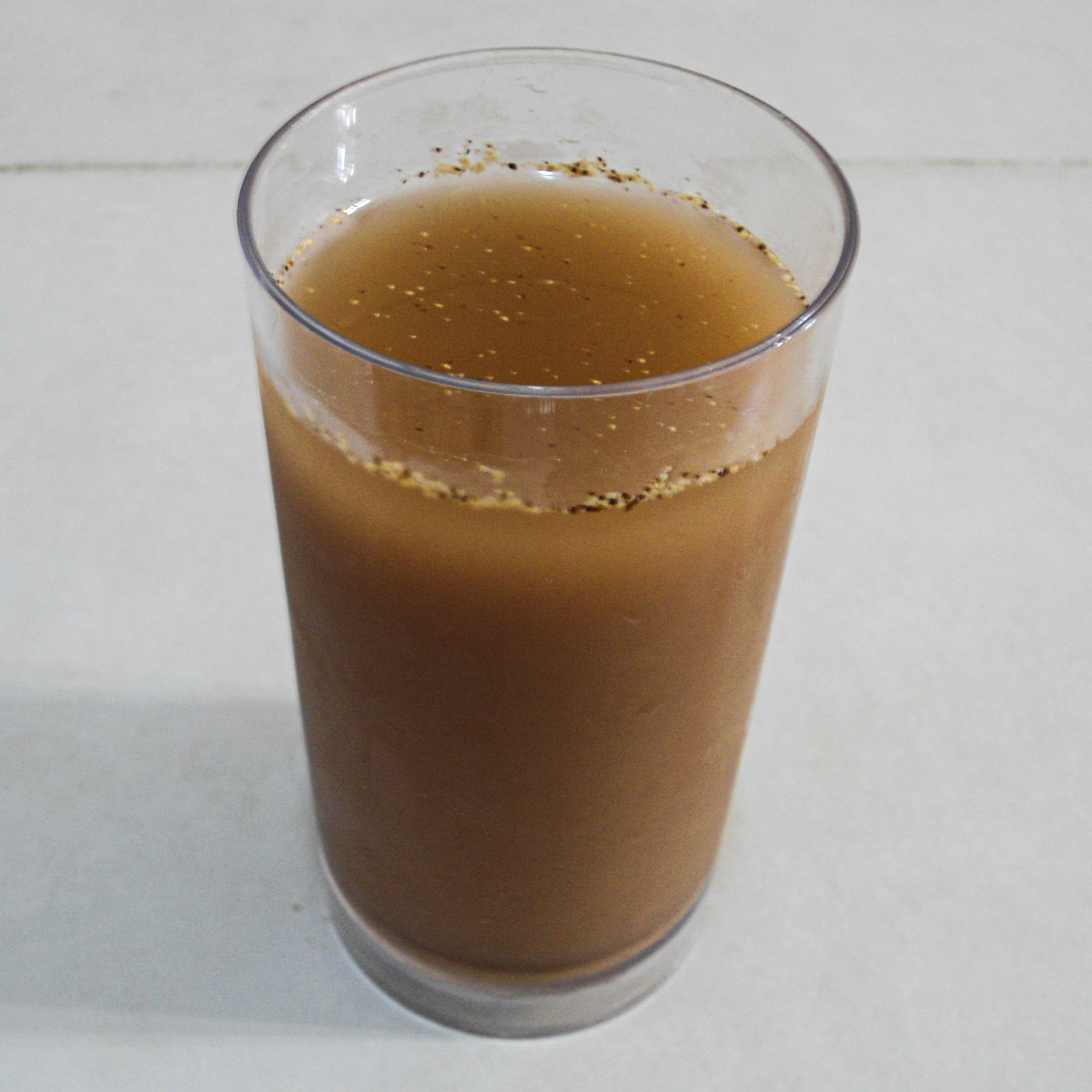
Polvillo listo para beberse.

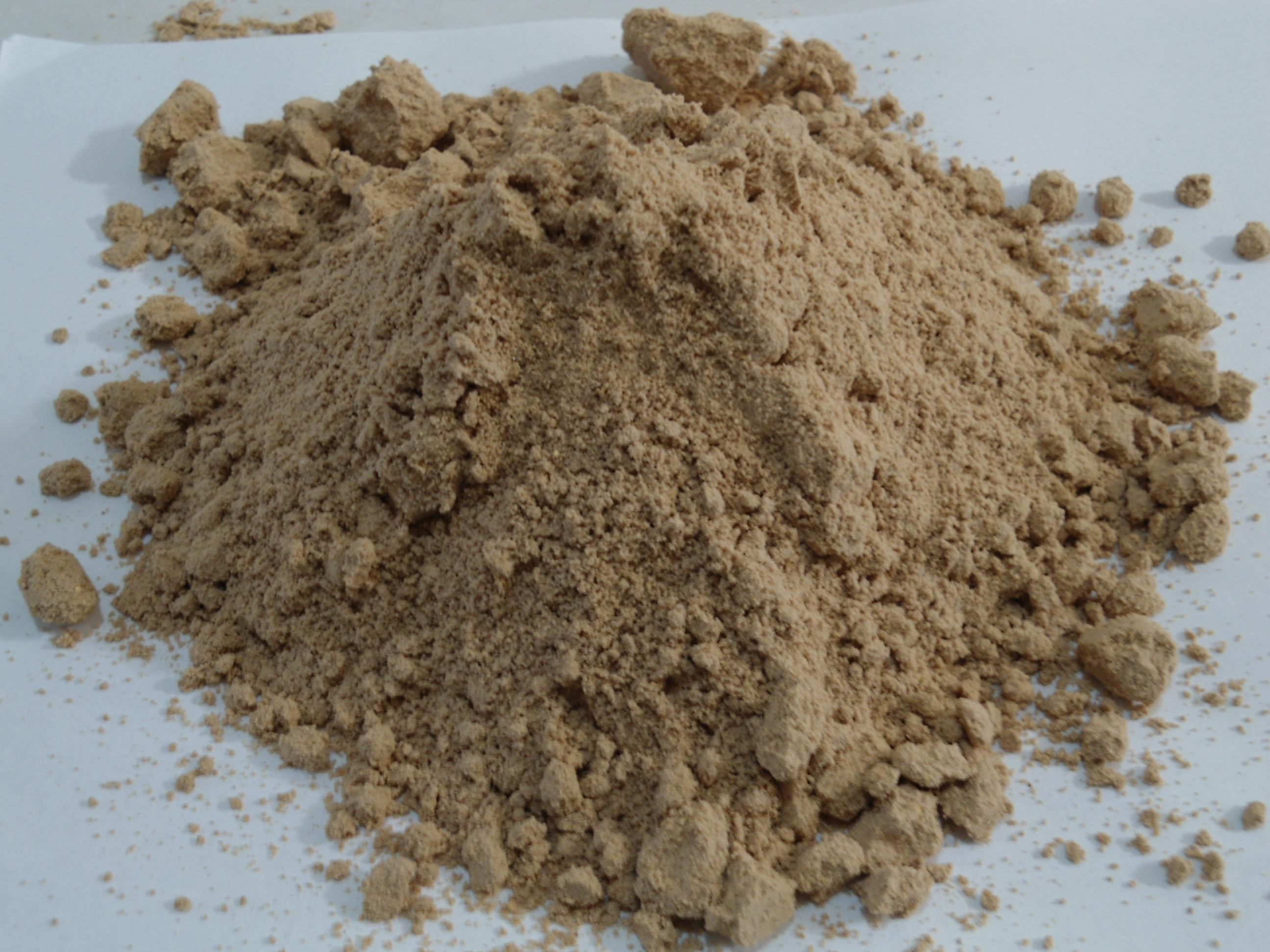
Polvo para preparar el polvillo, resultado de mezclar maíz y cacao tostados y molidos.

El polvillo es una bebida típica del estado del sureste de México, la cual se elabora con harina de maíz tostado, a la que se le adiciona cacao molido. Se puede tomar simple o con azúcar, y se sirve frío o caliente.
Es una bebida muy común tanto en las comunidades rurales, como en las ciudades del estado, ya que se puede encontrar en tiendas de aguas frescas o en los hogares, y se consume igual que otras bebidas como el pozol, pinole, chocolate o matalí.

## Etimología
El nombre de polvillo se le da porque la molienda de ambos ingredientes resulta en un polvo muy fino. Al agregarle agua, queda en el fondo del vaso un residuo llamado shish.

## Ingredientes y preparación
El polvillo se elabora con la harina de maíz la cual se obtiene moliendo los granos de maíz previamente tostados, y se le adiciona cacao tostado y molido.
En la ciudad de Villahermosa, así como en varios de los municipios existen diversas empresas que elaboran y empacan el polvillo, el cual se puede adquirir ya empacado en los mercados públicos, tiendas de abarrotes o supermercados, y es muy fácil de preparar, ya que solo hay que añadirle agua y azúcar al gusto.  